# Liste des lieux patrimoniaux du comté de Queens (Nouvelle-Écosse)
Pour les articles homonymes, voir Liste des lieux patrimoniaux du comté de Queens.
Cet article recense les lieux patrimoniaux du comté de Queens en Nouvelle-Écosse inscrit au répertoire des lieux patrimoniaux du Canada, qu'ils soient de niveau provincial, fédéral ou municipal.

## Liste
| [ 1 ] | Lieu patrimonial                      | Illustration                | Municipalité                | Adresse               | Coordonnées      | No    | Constr. | Prot.                            | Rec. | Notes |
| ----- | ------------------------------------- | --------------------------- | --------------------------- | --------------------- | ---------------- | ----- | ------- | -------------------------------- | ---- | ----- |
| P     | Elisha Calkin House                   | Téléverser                  | Liverpool                   | 63 Main Street        | 44.0412 -64.7108 | 7695  | 1794    | Provincially Registered Property | 1990 |       |
| P     | Fort Point Lighthouse                 | Fort Point Lighthouse       | Liverpool                   | 21 Fort Point Road    | 44.0432 -64.7087 | 3613  | 1855    | Provincially Registered Property | 2001 |       |
| P     | Liverpool Court House                 | Téléverser                  | Liverpool                   | 137 Church Street     | 44.0384 -64.7123 | 3542  | 1854    | Provincially Registered Property | 2001 |       |
| P     | Liverpool Town Hall and Astor Theatre | Téléverser                  | Liverpool                   | 219 Main Street       | 44.0386 -64.7151 | 5770  | 1901    | Provincially Registered Property | 1995 |       |
| M     | Old Common Burial Ground              | Téléverser                  | Liverpool                   | 293 Main Street       | 44.038 -64.7167  | 15403 | 1759    | Municipally Registered Property  | 1994 |       |
| P     | Perkins House                         | Perkins House               | Liverpool                   | 115 Main Street       | 44.0402 -64.7124 | 1262  | 1767    | Provincially Registered Property | 1983 |       |
| M     | Zion United Church and Cemetery       | Téléverser                  | Liverpool                   | 409 Main Street       | 44.0368 -64.719  | 15388 | 1866    | Municipally Registered Property  | 1996 |       |
| P     | Morton House                          | Téléverser                  | Milton                      | 147 Main Street       | 44.0543 -64.7423 | 3139  | 1864    | Provincially Registered Property | 1989 |       |
| M     | Zoeth Freeman House                   | Téléverser                  | Milton                      | 348 Highway 8         | 44.0634 -64.7547 | 15389 |         | Municipally Registered Property  | 2002 |       |
| F     | Kejimkujik                            | Téléverser                  | Parc national de Kejimkujik |                       | 44.3718 -65.2997 | 11842 |         | LHN                              | 1994 |       |
| M     | Port Joli Community Hall              | Port Joli Community Hall    | Port Joli                   | 10032 No. 103 Highway | 43.878 -64.9015  | 15610 | 1868    | Municipally Registered Property  | 2009 |       |
| M     | Old Port Medway Cemetery              | Téléverser                  | Port Medway                 | Port Medway Road      | 44.1306 -64.5744 | 15601 |         | Municipally Registered Property  | 2007 |       |
| P     | Old Port Medway Cemetery              | Téléverser                  | Port Medway                 | Port Medway Road      | 44.1306 -64.5744 | 10541 | 1786    | Provincially Registered Property | 2008 |       |
| M     | Port Medway Lighthouse                | Téléverser                  | Port Medway                 | 1727 Port Medway Road | 44.1221 -64.6079 | 15611 | 1899    | Municipally Registered Property  | 2009 |       |
| P     | Port Medway Meeting House             | Port Medway Meeting House   | Port Medway                 | 162 Long Cove Road    | 44.1257 -64.5666 | 3200  | 1832    | Provincially Registered Property | 1988 |       |
| F     | Hôtel de ville de Liverpool           | Hôtel de ville de Liverpool | Queens                      | 221 Main Street       | 44.0387 -64.7153 | 12022 | 1902    | LHN                              | 1984 |       |